# Allium viridiflorum
Allium viridiflorum — вид рослин з родини амарилісових (Amaryllidaceae); поширений в Киргизстані, Узбекистані.

## Поширення
Поширений в Киргизстані, Узбекистані.